# Edmund Giemsa
Edmund Giemsa (Ruda Śląska, 16 d'octubre de 1912 - Chinnor, 30 de setembre de 1994) fou un futbolista polonès de la dècada de 1930. Quasi tota la seva carrera la va viure al Ruch Chorzów, on guanyà nombrosos cops el campionat polonès (1933, 1934, 1935, 1936, 1938). Fou internacional amb la selecció de Polònia, amb la que disputà el Mundial de 1938.